# Bettmeralp (gemeente)

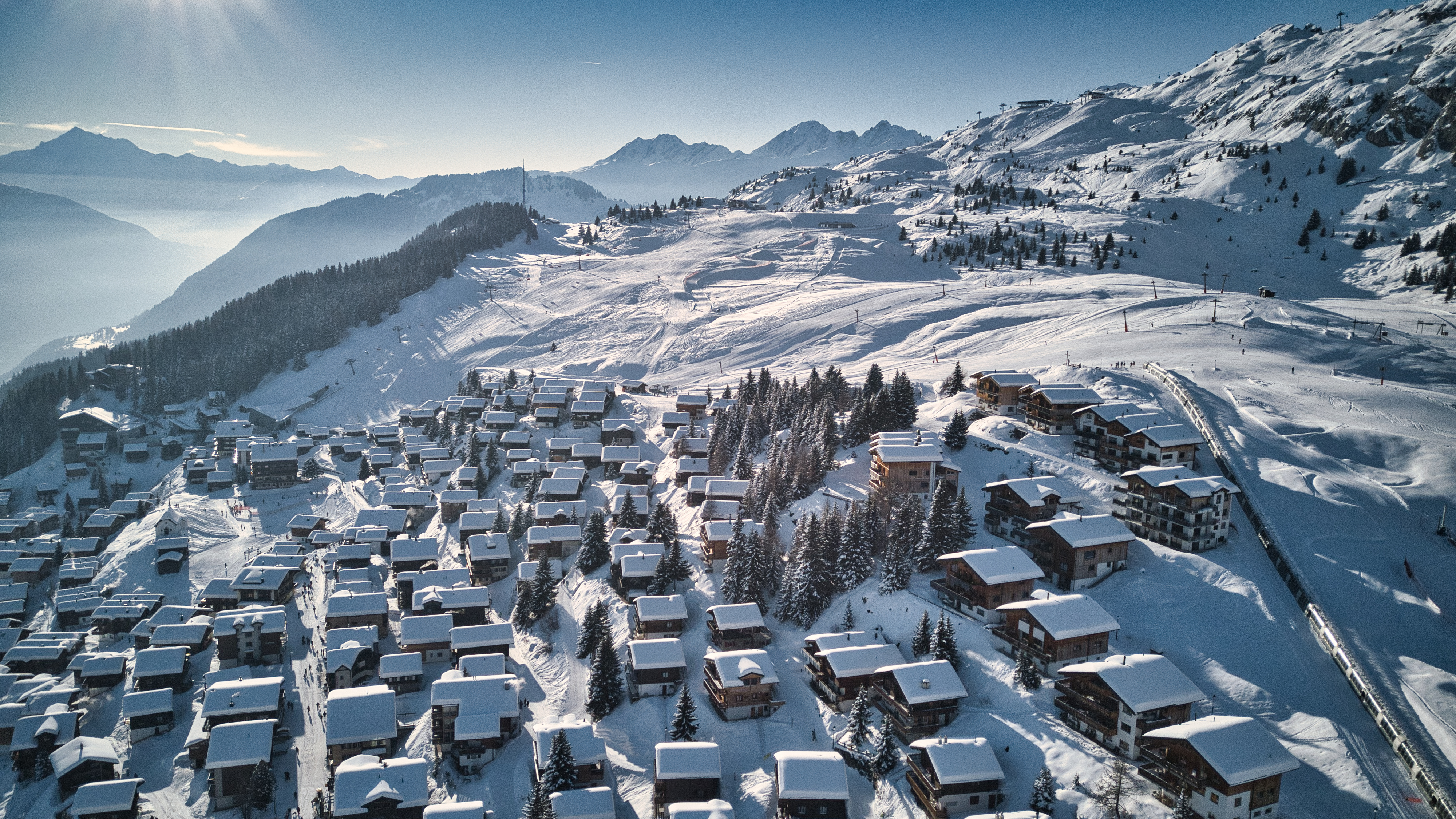

Bettmeralp is een gemeente en plaats in het Zwitserse kanton Wallis, en maakt deel uit van het district Östlich Raron. 

## Algemene informatie
Bettmeralp ligt in de Berner Alpen op de noordelijke helling boven het Rhônedal in Oberwallis en bestaat uit drie dorpen: het hoofddorp Betten, bestaande uit de districten Egga en Dorf (1203 m boven de zeespiegel), het gelijknamige vakantieoord Bettmeralp (1948 m boven zeeniveau) en het dorp Martisberg (1367 m boven zeeniveau), dat is opgebouwd uit de hoofdplaats Hittubodu en de voormalige dorpskern van Derfji. Het hoogste punt op het gemeentelijk grondgebied ligt op 4.193 m boven de zeespiegel op de top van de Aletschhorn op de grens met Naters. De gemeente wordt omringd door de bergen Dreieckhorn (3811 m boven zeeniveau), Olmenhorn (3314 m boven zeeniveau), Eggishorn (2926 m boven zeeniveau) en Bettmerhorn (2872 m boven zeeniveau). Boven de Bettmeralp ligt de Bettmersee. Bettmeralp grenst in het noorden aan de gemeente Fieschertal, in het oosten aan Fiesch en Lax, in het zuiden aan Grengiols en Mörel-Filet en in het westen aan Riederalp en Naters.
Betten zelf en het vakantiedorp Bettmeralp is autovrij, op een paar elektrische wagentjes van de diverse hotels na en zijn vanuit de Rhônevallei alleen met de kabelbaan te bereiken. Het skigebied van Bettmeralp beslaat zo'n 30 km pistes, maar kan makkelijk gecombineerd worden met de skigebieden van Riederalp en Fiescheralp, wat de totale afstand aan skipiste op 99 km brengt.
Bettmeralp telde eind 2022 439 inwoners.

## Geschiedenis
Het dorp Betten werd voor het eerst genoemd in 1343. In 1571 werd op de Bettmeralp (toen nog Terpetsch) de Annakapel gebouwd, 125 jaar later de Maria zum Schnee-kapel. In 1676 en 1853 werden dorpsbranden geregistreerd. In de 19e eeuw begon een emigratiegolf, vooral in het dorp Martisberg, waarbij veel inwoners naar Argentinië emigreerden. Met het begin van het toerisme in de jaren 1930 begon een snelle transformatie van een boerendorp naar een vakantiebestemming, en het economische leven verschoof in de loop van de eeuw steeds meer naar Bettmeralp.
De gemeente Bettmeralp is op 1 januari 2014 ontstaan uit een fusie tussen de gemeenten Betten en Martisberg.  Als naam van de nieuwe gemeente werd deze gekozen van de populaire vakantiebestemming Bettmeralp, op de alp boven en in de voormalige gemeente Betten gelegen.

## Toerisme
De afgelopen jaren is het toerisme in het Aletschgebied sterk toegenomen. Het skiseizoen loopt van begin december tot begin april. Door de hoge ligging van het gebied is het Aletschgebied bijna de hele winter sneeuwzeker. Het dorp kent alle faciliteiten van een wintersportoord, zoals een supermarkt, diverse ski- en snowboardshops, hotels en restaurants. Daarnaast is er een groot aantal chalets en appartementen die worden verhuurd. Bezienswaardig zijn het Aletschwoud met de oudste bomen van het land, de Bettmersee en de Maria zum Schnee-kapel in het dorp zelf.

### UNESCO
Door de bescherming van het Aletschgebied door de UNESCO zijn de uitbreidingen in verband met toerisme beperkt. Er kan niet veel meer bijgebouwd worden, wat voor zowel de dorpsbewoners als de toeristen voordelig is. Hierdoor blijft het gebied relatief rustig en blijft er een grote vraag/aanbodratio, wat de lokale economie ten goede komt.
- Gemeinsame Normdatei: 4759117-1
- Historisch woordenboek van Zwitserland: 050027

Bettmeralp · Bister · Bitsch · Grengiols · Mörel-Filet · Riederalp